# La cena di Pitagora
La cena di Pitagora è un saggio di storia del pensiero, scritto da Erica Joy Mannucci (docente di Storia moderna all'Università degli Studi di Milano-Bicocca), che ricostruisce, citando opere e fonti, la storia del vegetarianismo in Occidente da Pitagora ai giorni nostri, con particolare riguardo alle tematiche dei diritti animali.

## Capitoli

### 1. Banchetti senza stragi e sangue
L'immagine di Pitagora come iniziatore del vegetarianismo è legata ai versi delle Metamorfosi di Ovidio, che lo descrivono come il primo a scagliarsi contro l'abitudine di cibarsi di animali, da lui reputata un'inutile causa di stragi, dato che già la terra offre piante e frutti sufficienti a nutrirsi senza spargimenti di sangue.
Ovidio lega il vegetarianismo di Pitagora alla sua credenza nella metempsicosi, secondo cui negli animali non vi è un'anima diversa da quella degli esseri umani. Nella metempsicosi credeva anche Empedocle, il quale a sua volta seguiva la dieta pitagorica e rifiutava il sacrificio di animali.
Platone, nelle Leggi, parla di una felice età arcaica in cui gli uomini avevano un particolare rispetto per la vita e non uccidevano gli animali né per nutrirsene né per offrire sacrifici agli dèi; Platone dice che questi antenati seguivano i modi di vita orfici, ispirati cioè alla figura mitica di Orfeo, il quale viveva in un rapporto di incantamento con gli animali e la natura. Nella Repubblica, Platone prescrive ai membri della città ideale una dieta vegetariana, affinché vivano nella moderazione.
Aristotele sostiene una radicale differenza tra uomini e animali, tanto da escludere la possibilità di una giustizia verso questi ultimi, ma alcuni suoi discepoli, come Dicearco e Teofrasto, affermano invece che uccidere gli animali è ingiusto, perché comporta loro sofferenza e li priva della vita.

Quinto Sextio ritiene che l'uccisione degli animali sviluppi nell'uomo l'abitudine alla crudeltà e che l'alimentazione carnea sia un lusso da rifiutare, contrario alla costituzione umana.
Seneca – a differenza di altri stoici che ritenevano gli animali privi di ragione – riferisce, nelle Lettere a Lucilio, di aver condiviso in gioventù le motivazioni che avevano indotto Pitagora e Quinto Sextio ad astenersi dalla carne, trovando inoltre che la dieta vegetale fosse gradevole e salutare, ma di averla dovuta abbandonare perché, sotto l'imperatore Tiberio, il rifiuto della carne veniva considerato prova di appartenenza ad un culto straniero e quindi di sovversione.
Plutarco scrive che gli animali, essendo esseri animati, sono dotati di sensibilità e di intelligenza come gli umani. Nel saggio Del mangiar carne critica aspramente e con un linguaggio crudo quella che considera l'efferatezza di chi imbastisce banchetti con animali morti e fatti a pezzi. Plutarco sostiene il valore della vita di ogni essere animato.
Porfirio, nell'opera Astinenza dagli animali, afferma che il consumo della carne e il sacrificio di animali sono uno sviluppo del cannibalismo e del sacrificio umano. Tra uomo e animale c'è piena continuità (entrambi possiedono ragione e linguaggio) ed è falso che Dio abbia creato gli animali per l'uomo. Gli uomini negano che gli animali siano dotati di ragione solo per soddisfare la loro ghiottoneria di carne.
Giamblico, allievo di Porfirio, scrive, nella sua Vita pitagorica, che l'alimentazione vegetale, consistendo di alimenti "puri" come quelli dell'Età dell'oro, ricongiunge gli uomini agli dèi.

### 2. Forse che Dio si prende cura dei buoi?
San Paolo si chiedeva: «forse che Dio si prende cura dei buoi?» (1 Cor 9,9), supponendo che la risposta fosse «no».
Con il cristianesimo vengono aboliti i sacrifici animali, ma l'astensione dal consumo di carne – se mossa dalla compassione verso gli animali – viene vista con sospetto perché caratteristica di alcuni movimenti ereticali quali i manichei, i catari, gli albigesi e i bogomili. Accadeva, nel medioevo, che le autorità riconoscessero gli eretici perché, messi alla prova,  questi si rifiutavano di uccidere un pollo.
Francesco d'Assisi porta, forse per primo, il rispetto per gli animali nell'ambito dell'ortodossia.
Alcuni secoli dopo, Francesco da Paola fonda un ordine votato alla perpetua vita quaresimale (con astinenza, motivata da ascetismo religioso, dai "cibi di grasso", compreso il pesce), tanto che oggi è stato chiamato «santo vegano».

### 3. La grande oppressione degli uomini e degli animali
Leonardo da Vinci è vegetariano e si distingue, tra i personaggi del suo tempo, per la pietà verso gli animali, come ad esempio gli uccelli, che liberava dalle gabbie.
Erasmo da Rotterdam e Tommaso Moro, sulla scia della riscoperta umanistica di Platone, auspicano il ritorno dell'uomo ad un'armonia con la natura in cui cessino le violenze sugli animali. Alvise Cornero promuove l'ideale di una «vita sobria» a partire dall'alimentazione.
Montaigne critica, in diverse opere, la presunzione dell'uomo di essere superiore agli altri animali, affermando l'esistenza di un obbligo etico di «grazia e benignità» verso di essi.
L'astensione dal consumo carne è in quest'epoca relativamente diffuso tra quei protestanti radicali che auspicano un pacifismo universale contrario in assoluto agli spargimenti di sangue; una figura emblematica è Thomas Tryon, la cui lettura persuade Benjamin Franklin ad adottare il vegetarianismo. A Tryon s'ispira direttamente Benjamin Lay.

### 4. Un lusso gentile
Cartesio sostiene che gli animali siano delle macchine senza coscienza e senza capacità di soffrire, legittimando così, oltre al consumo di carne, anche la vivisezione. Ciò nonostante egli è vegetariano perché convinto che faccia bene alla salute.
Come lui, anche altri uomini di scienza e medici dell'epoca – tra cui Gassendi, Linneo, John Arbuthnot – prescrivono il vegetarianismo per la salute umana, ma senza interesse per gli animali.
Il medico britannico George Cheyne, che annovera fra i suoi pazienti il poeta Alexander Pope e lo scrittore Samuel Richardson, diffonde un vegetarianismo fortemente improntato su argomentazioni salutistiche, che fa appello in subordine alla compassione verso gli animali.
Il medico fiorentino Antonio Cocchi, oltre a sostenere gli effetti salutari di una dieta latto-vegetariana, dichiara di ammirare il rispetto che Pitagora mostrava verso la natura.
Con Voltaire – lettore, tra l'altro, di Cocchi – la difesa del vegetarianismo torna ad associarsi con forza, in opposizione a Cartesio, alla denuncia delle crudeltà verso gli animali e quindi anche alla condanna della vivisezione.

L'abate Condillac, nel Trattato degli animali, nega che la sensibilità degli animali sia diversa da quella degli esseri umani, mentre il naturalista Charles Bonnet, nella Palingenesie philosophique, afferma che ciascun animale possiede un carattere individuale, una ragion d'essere propria e un'anima immortale.

### 5. Non siamo struzzi
Nel 1791 vengono pubblicate tre opere contenenti appelli in difesa degli animali: The Cry of Nature, del rivoluzionario scozzese John Oswald, il Forsøg dell'ecclesiastico danese Laurids Smith, e Suite des voeux d'un solitarie dello scrittore francese Jacques-Henri Bernardin de Saint-Pierre.
Tra i romantici, Percy Bysshe Shelley, dopo aver abbracciato il vegetarianismo, scrive A vindication of Natural Diet, in cui considera la dieta carnea all'origine di violenze, malattie e avidità.
Nel 1847 nasce in Inghilterra la prima organizzazione vegetariana al mondo, la Vegetarian Society, e vent'anni dopo il teologo Eduard Baltzer fonda una associazione vegetariana in Germania.
Molte sostenitrici dei diritti della donna – tra cui Mary Wollstonecraft, Margaret Fuller, Harriet Beecher Stowe, Susan B. Anthony – sono vegetariane e scrivono per sensibilizzare verso le sofferenze animali.
Il romanziere russo Lev Tolstoj, che dopo i cinquant'anni diventa paladino del pacifismo e del vegetarianismo, racconta nell'articolo Il primo passo la sua visita ad un mattatoio e l'orrore suscitatogli da questa esperienza. «Non siamo struzzi» – scrive – e «non possiamo fingere di non sapere».
Henry Salt, in Animal Rights, inizia a parlare di «diritti animali». Scrive inoltre un libro intitolato Difesa del Vegetarianismo, che viene letto e apprezzato da attivisti vegetariani come Gandhi e George Bernard Shaw.

### 6. Ci garbano più come amici che come carne
Altre femministe di fine Ottocento e inizio Novecento sono vegetariane, come Charlotte Despard e Annie Besant (che furono entrambe in contatto con Gandhi).
Vegetariani sono inoltre i coniugi Booth (fondatori dell'Esercito della Salvezza), gli appartenenti alla Società Teosofica e Rudolf Steiner.
Piero Martinetti e Albert Schweitzer mostrano, nei loro scritti, una particolare sensibilità verso le sofferenze degli animali ed esortano ad esercitare un rinnovato sentimento di solidarietà verso di essi.
Un discorso a parte va fatto per i nazisti, fra i quali, com'è noto, il vegetarianismo trovò diffusione, ma nel contesto di un'estetica della purezza biologica e di un'ideologia razzista che non aveva nulla a che vedere con i sentimenti di amore e di rispetto per la vita.
Negli ultimi decenni del XX secolo il vegetarianismo ha avuto risonanza grazie anche a vip vegetariani quali Charlotte Rampling e Julie Christie, o a musicisti ecologisti come Michael Stipe e Sting, per citare alcuni esempi.
Filosofi come Peter Singer e Tom Regan hanno dedicato dei libri alla denuncia delle condizioni degli animali d'allevamento e alle ragioni etiche del vegetarianismo.

## Edizioni
- Erica Joy Mannucci, La cena di Pitagora. Storia del vegetarianismo dall'antica Grecia a Internet, Roma, Carocci editore, 2008, ISBN 978-88-430-4574-7.